# Alexandre Falguière

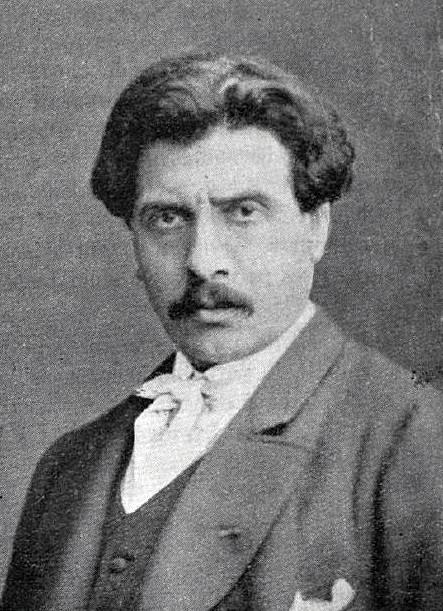
Alexandre Falguière in Rom

Jean Alexandre Joseph Falguière (* 7. September 1831 in Toulouse; † 20. April 1900 in Paris) war ein französischer Maler und Bildhauer.

## Leben
Falguière stammte aus einfachen Verhältnissen, sein Vater war Maurer. Schon in seiner frühen Jugend zeigte er ein starkes Interesse an den Künsten und sein künstlerisches Talent, das in der Regionalschule erkannt wurde, führte dazu, dass ihm die Gemeinde eine kleine Rente gewährte, um nach Paris zu gehen und seine Fähigkeiten zu perfektionieren. In dieser Schule hatten ihn zwei Meister beeinflusst von denen der eine ein Maler und der andere ein Bildhauer war. Er arbeitete in Paris zunächst im Atelier von Albert-Ernest Carrier-Belleuse und trat kurz danach in das Atelier des Bildhauers Jean-Louis Chenillion (1810–1875) ein. Im Jahr 1854 wechselte er in das Atelier des Bildhauers François Jouffroy an der École des Beaux-Arts, wo er seine künstlerische Ausbildung fortsetzte. In diesen Jahren befreundete er sich auch u. a. mit Olin Levi Warner und Marius Jean Mercie. 1857 debütierte er mit einer Gipsstatuette des Theseusknaben im Salon de Paris und wurde 1859 für sein Basrelief (Mézence blessé par Enée et secouru par Lausus) von der Académie Française mit dem Rompreis ausgezeichnet.
Mit dem Stipendium aus dem Rompreis reiste Falguière durch Italien, wo er sich in Florenz und in Rom aufhielt. Von dort aus sandte er 1864 die Bronzestatue des Siegers im Hahnenkampf französisch Vainqueur au combat de coqs ein, die seinen Ruf als Bildhauer begründete. Bei der Preisverleihung wurde dabei die große Lebendigkeit der naturalistischen Darstellung gelobt. Im Salon 1865 zeigte er eine Marmorausführung seines Theseus und 1866 die Statuen Nuccia la Trasteverina und Omphale. Als er 1867 nach Paris zurückgekehrt war, konnte er mit der Marmorausführung der Statue des gesteinigten christlichen Märtyrers Tarcisius im Salon einen seiner größten Triumphe feiern, als er mit einer Ehrenmedaille ausgezeichnet wurde. Es folgten zahlreiche plastische und malerischer Arbeiten.
Durch Jean-Baptiste Carpeaux wurde Falguière gerade in seiner Hinwendung zum Naturalismus beeinflusst. So hatte er bildhauerische Erfolge mit seinen anmutig bewegten, zumeist nackten Frauenstatuen, die er als biblische, mythologische oder allegorische Figuren fertigte. Darunter waren Darstellungen der Diana, La Femme au paon, Suzanne, Nymphe chasseresse oder La Poesie héroique. Ab ungefähr 1870 schaffte Falguière seinen künstlerischen Durchbruch und der Besitz eines seiner Werke galt in Paris als Statussymbol. Es folgten öffentliche Aufträge u. a. 1869 für die Neue Oper und 1872 eine Statue des Dramatikers Pierre Corneille für das Théâtre français. Für seine Heimatstadt Toulouse schuf er 1875 eine allegorische Darstellung der Schweiz, einen französischen Gardisten unterstützend, und für die Stadt Mâcon (Département Saône-et-Loire) 1878 eine Statue Alphonse de Lamartines.
1882 wurde er zum Lehrer an die École des beaux-arts nominiert und als Mitglied in die Académie des beaux-arts gewählt. Zu seinen Schülern zählt Falguière Antonin Mercié, Laurent Marqueste, Jakob August Heer, Gaston Schnegg, Camille Crenier, Achille Jacopin, Maurice Bouval und Jean-Marie Mengue, und der berühmteste unter ihnen sollte Antoine Bourdelle werden. Auch der Amerikaner Frederick MacMonnies studierte eine Weile bei ihm.
Ab 1873 widmete sich Falguière auch verstärkt der Malerei; dabei lag der Schwerpunkt bei Porträts und Landschaften. Hier ließ sich Falguière durch Jean Jacques Henner inspirieren, der immer versuchte, mit Licht und Schatten Akzente zu setzen. 1878 wurde Falguière zum Offizier der Ehrenlegion ernannt.

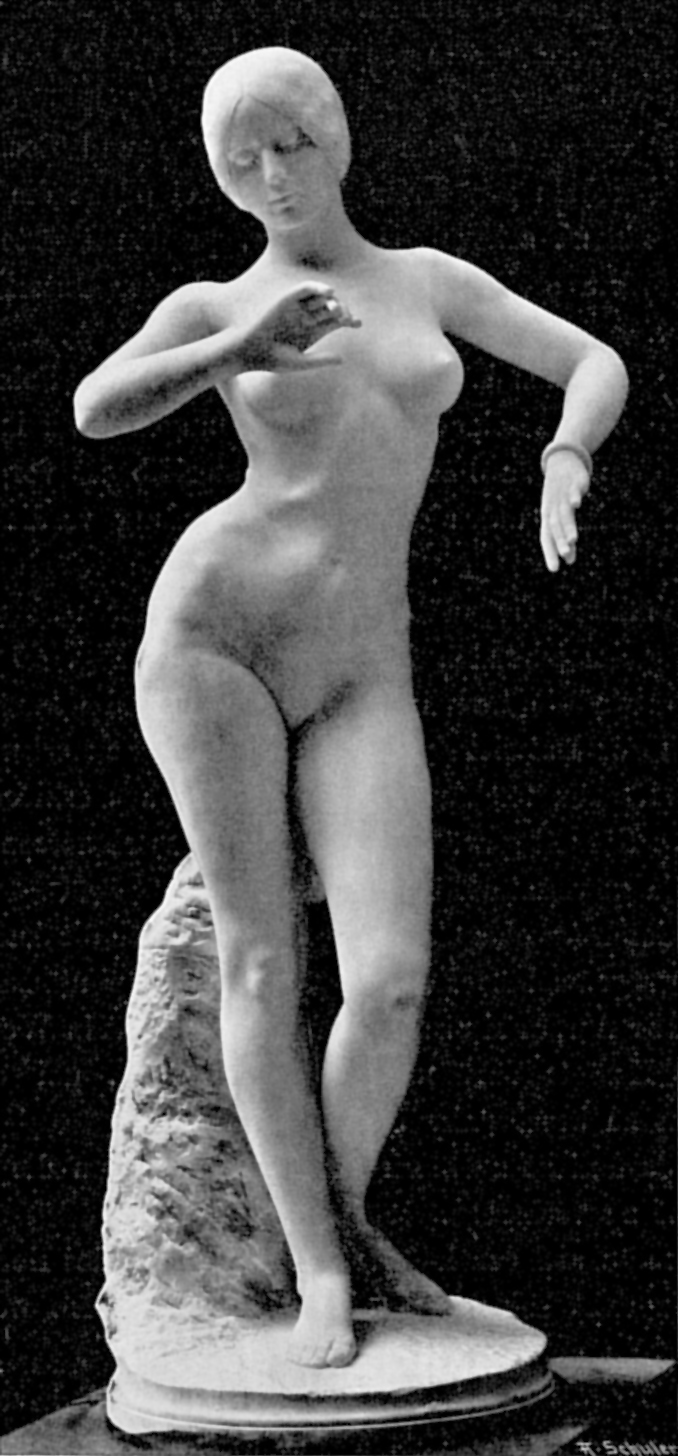
Porträtstatue einer Tänzerin

1896 kam es zu einem Skandal, als er seine Skulptur Danseuse schuf und bekannt wurde, dass dafür die Tänzerin Cléo de Mérode Modell gestanden hatte.

„Wie kommt dieser fehlerhafte und verunstaltete Frauenleib in den »Schönen Menschen«, werden die meisten Leser fragen. Lediglich als abschreckendes Beispiel, um zu zeigen, wohin bloße geistlose Abformung des Modells führt, und wie weit derartige Erzeugnisse von dem entfernt sind, was Kunst genannt zu werden verdient. […]
Und wie sieht dieser Körper aus Schmächtige Arme, eine schlaffwerdende Brust, der Rippenkorb durch das Korsett zusammengeschnürt, wodurch der Unterleib hervortritt und Fettansammlungen an den Hüften entstehen.“

Eines seiner letzten Werke schuf er im April 1899 mit dem Denkmal von Honoré de Balzac, das die Stadt Paris auf der Avenue de Friedland am 23. November 1902 an der Ecke zur rue Balzac aufstellte und einer „monströsen“ Balzac-Statue von Auguste Rodin vorzog.
1895 wurde er als assoziiertes Mitglied in die Académie royale des Sciences, des Lettres et des Beaux-Arts de Belgique (Classe des Beaux-Arts) aufgenommen.
Im Alter von 68 Jahren starb Falguière in Paris und fand seine letzte Ruhestätte auf dem Friedhof Père-Lachaise (Division 4).

## Medaillenporträt
- 1885 einseitiger hochreliefierter Bronzehohlguss, 179 mm, Medailleur Jean Désiré Ringel d’Illzach (Das Medaillon zeigt als Geburtsdatum: VII SEPT. MDCCCX / XXII = 1832)

## Werke (Auswahl)
- Sieger im Hahnenkampf
- Tarcisius, Musée d’Orsay
- Gestalt des Dramas fr die Neue Oper (1869)
- Pierre Corneille für das Théatre français (1872)
- Ägyptische Tänzerin (1873)
- Allgegorische Darstellung der Schweiz, einen französischen Gardisten unterstützend
- Alphonse de Lamartine in Mäcon (1878)
- Diana (1882), Stanford Museum, USA
- Admiral Courbet in Abbeville (1890)
- Danseuse (1896)
- Denkmal für den Marquis de La Fayette in Washington (Bildlink)

Nicht umgesetzte Entwürfe
- Ein Monument der Revolution für das Panthéon
- Eine Quadriga (französisch Triomphe de la Révolution) die den Arc de Triomphe de l’Étoile bekrönen sollte, sie stand dort provisorisch in von 1882 bis 1886. Das Wachsmodell kam in das Museum von Grenoble.[6]